# Säröbanan

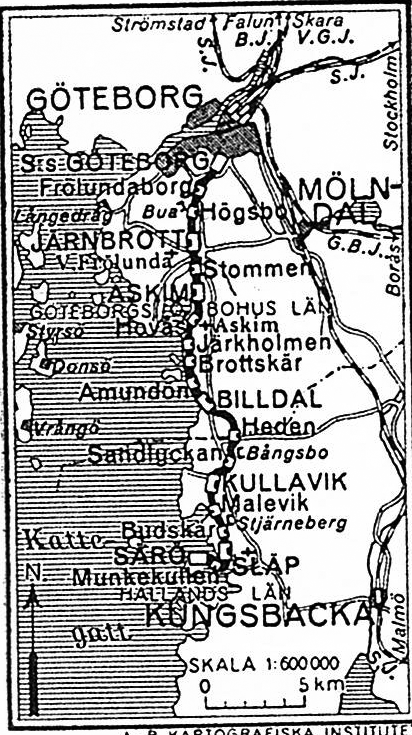
GSJ Karta 1926.

Säröbanan (Göteborg-Särö Järnväg, GSJ) var en normalspårig järnvägslinje från Göteborg till Särö. Den var i drift från 1903 till 1965. Från 1954 till 1965 trafikerades banan med rälsbussar. Säröbanan saknade reguljär anslutning till det rikstäckande järnvägsnätet. Den omfattades inte av det allmänna järnvägsförstatligandet som riksdagen beslutade om år 1938.
Banvallen är numera asfalterad och används åtminstone sedan 2000-talets början som en gång- och cykelled. Denna kallas ibland också för Säröbanan.

## Historia

### Planer och alternativ
Egendomen Särö köptes 1898 av grosshandlaren Hans L. Ygberg, som snart började ägna sig åt problemet med kommunikationen mellan Göteborg och Särö. Carl Herman Öhnell, som var major i Väg- och vattenbyggnadskåren, fick i uppdrag att arbeta fram ett förslag till järnväg mellan orterna. Ångaren Tessin gick visserligen ett par gånger i veckan mellan Särö och staden, men det fanns även folk som regelbundet promenerade sträckan. Exempelvis en trädgårdsmästare från Särö som startade på torgdagar klockan 2 med sin handkärra och var framme i rätt tid på Grönsakstorget för att konkurrera om torgplatserna. Till en början planerades endast elektrisk drift, vilket väckte stor uppmärksamhet.
Den 18 januari 1901 bildades järnvägsaktiebolaget Göteborg–Särö av professor August Wijkander, konsul August Kjellberg, grosshandlarna August Carlson, Emanuel Fischer, Axel Jonsson, H.L. Ygberg och A.O. Wilson samt juris doktor B. Wijk. Sedermera undertecknade Wijkander, Carlson och Ygberg tillsammans med landshövdingarna friherre Gustaf Lagerbring — senare den förste styrelseordföranden i bolaget — och Carl Nordenfalk samt grosshandlare Olof Wijk d.y. den koncessionsansökan, som lämnades in till Kungl. Maj:t.
Diskussionen kring banans sträckning och stationernas placering var i början livlig. Stiftarna hade tänkt sig att placera ändstationen i trakterna av Stora teatern, och ett annat projekt byggde på att man utnyttjade statsbanenätet ända fram till Fässberg i Mölndal. Eftersom staden satte sig emot det Öhnellska förslaget gällande slutstationens förläggning på en central plats vid Nya Allén, föll det alternativet. Det billigaste, och enligt många vackraste alternativet till sträckning fick störst gehör. De tre danska ingenjörer som anlitats för projektet, tvingades nu följa kustnaturens "anvisningar" för hur kostnaderna växte fram. Vid Järkholmen byggdes till exempel en speciell vågbrytare som skulle skydda tågen från havet. Men 1914 bröt ändå en häftig storm upp både vågbrytaren och en längre del av banvallen. Havets påverkan gjorde många gånger att tångblandat havsvatten sköljde över rälsen, vilket ibland gjorde banan så hal att tågen fick svårt att både stanna och starta.
Eldriften visade sig medföra en ökad kostnad på cirka en miljon kronor. Efter en omarbetning av löjtnanten i Väg- och Vattenbyggnadskåren John Nyström placerades slutstationen i Göteborg på ett markområde i närheten av Linnéplatsen som staden upplät utan kostnad. Beslutet fattades av stadsfullmäktige den 6 juni 1901, då man även förband sig att teckna 150 000 kronor i aktier. Enskilda personer tecknade totalt cirka 350 000 kronor och Landskommunerna hade redan garanterat 35 000 kronor, utan återbetalningsskyldighet.
Bolaget önskade också dra fram spåret till statsbanestationen i Göteborg alternativt ordna anslutning vid Fässberg (i Mölndal) på Västkustbanan. Kungliga Järnvägsstyrelsen uttalade sig i ett yttrande över koncessionsansökan, att Fässbergsalternativet var möjligt, men inte alternativet med spår fram till statsbanestationen. Båda alternativen föll senare bort. Kostnaderna för banan beräknades till 1 075 000 kronor, och för rullande material till 400 000 kronor.

## Öppnad för trafik
Den 31 december 1901 gavs tillstånd (koncession) för projektet och under 1902 påbörjades bygget. Sträckan från Göteborg till Släp öppnades för trafik den 13 juli 1903. Året efter var hela sträckan färdigbyggd och den sista sträckan från Släp till Särö kunde öppnas den 31 mars 1904.

## Lok och vagnar
Ormen Långe kallades lok nr 1 för, och lok nr 5 kallades för Grisen för sin gälla visselpipas skull. Grisen var impopulär bland lokförarna, eftersom det var byggt för högertrafik och därför fick manövreras med omvända handgrepp. Kolboxens placering vid sidan av ångpannan innebar att vinden blåste damm i ansiktet på eldaren varje gång han stoppade skyffeln i stybben.
Banans förstaklassvagn hade imiterade gyllenlädertapeter och stearinljus i facettslipade lyktor. Herrarna på Särö hade sina fasta platser i salongen. Andra klass skiljde sig från tredje endast genom att träbänkarna var randiga. Under badsäsongen hände det att man riggade en öppen godsvagn med markisduksväggar och plankbänkar. Då kung Oscar II vid några tillfällen åkte med linjen, kopplade man i regel två lok framför förstaklassvagnen som en extra säkerhetsåtgärd.

## Trafik och resenärer
Förstaklasspassagerarna var få, reste oftast på årskort och behövde enligt föreskrifterna inte visa sin biljett. Det låg på konduktörens ansvar att lära känna årskortsresenärerna genom att lära in namnlistan på stationsväggen vid Karlsroplatsen. Ett årskort gav även andra förmåner, exempelvis kunde man lösa opersonliga tjänarinnebiljetter för halva priset. Ordet "tjänarinna" skulle stå stämplat med rött på biljetten. Ännu märkligare var de så kallade "gångbiljetterna," som utfärdades av järnvägsbolagets auktoriteter till ett pris av 6 kr/månad. En gångbiljett berättigade innehavaren att promenera på banvallen som på en allmän landsväg — dock hela tiden på egen risk. Till familjefaders gångbiljett kunde barn och blomster lösa så kallade supplementkort för 2 kronor styck. Dock skulle ett hushåll inte behöva betala mer än 15 kronor. Resten fick gå gratis. Dessa biljetter avskaffades 1925. Mycket populära på tjugotalet var Särö-banans dubbelbiljetter. De kostade en gammaldags tia, men berättigade till desto mer. Järnvägen sörjde för livets nödtorft under ett helt dygn efter ankomsten till Särö. Resenären bjöds vid ankomsten på frukost på Särö Restaurant, varpå det var dags att avnjuta ett bad på kallbadhuset. Middag och supé intogs på restaurangen. Man fick logi över natten och tog så småningom tåget åter till Göteborg. Vilken tid på dygnet som helst — förutsatt att föraren var anträffbar — kunde exempelvis läkare och andra rekvirera banans motordressin. Priset var sextio kronor år 1920 för resan till Särö, återresan gratis. Dressinen kunde beordras vänta vid destinationen för 5 kronor i timmen.
Banstyrelsen ägnade sig även åt andra, mer beaktansvärda frågor. Bland annat ville man befrämja kolonisationen utefter järnvägen, genom att spika upp plakat där man uppmuntrade folk att "bygga och bo utefter Säröbanan. Trafikchefsexpeditionen säljer och förmedlar villor och tomter."
Då lok nr 4 Stuten med ångpanna av modell Kamel-Lenz, körde genom stoppbommarna och lång ut på Karlsroplatsen med ett helt badbarnståg efter sig, kommenterade tidningarna cyniskt händelsen som Säröbanans sista chans att komma ner till centrala stan. Förstås en anspelning på stiftarnas önskan om att lägga ändstationen vid Stora Teatern.

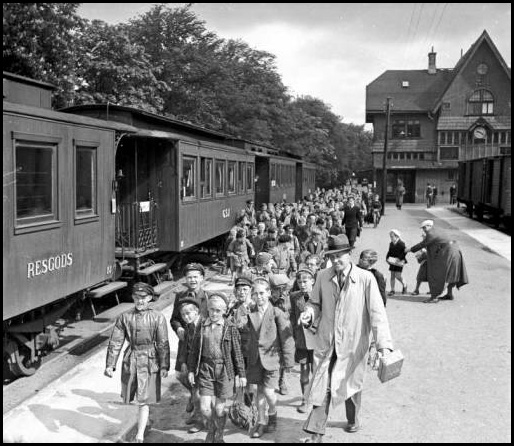
Doktor Allards badbarn väg till tåget en mulen dag.

Säröbanan är i Göteborg känd för badtågen som kördes om somrarna från 1923, och fram till 1950-talet. På initiativ av doktor Henrik Allard ordnades med tåg som tog stadsbarn ut till havet vid Askimsbadet. Stadsfullmäktige beviljade anslag för att extratåg sattes in för barn upp till 18 år utan kostnad. Tåget gick 09.30 från Linnéplatsen och återvände vid 17-tiden. Myndigheterna tillhandahöll gratis mjölk till badbarnen. Den kom ut till Askimsbadet vid 12-tiden. Upp till 5 000 badande barn kunde räknas in.
Antalet resenärer minskade stadigt på Säröbanan från början av 1950-talet, främst på grund av den snabbt ökande bil- och busstrafiken. Detta gjorde att staden tvingades ta ett allt större ansvar och innehav för bolaget, till slut 97,5 %. Från grannkommunerna Särö och Askim söktes stöd till driften, men verksamheten var dödsdömd, och från våren 1962 kördes samtrafik mellan Säröbanan och spårvagnslinje 2 på den nyöppnade sträckan Linnéplatsen-Frölundaborg. 
I samband med sextioårs-jubileet påstod banpersonalen, att Säröbanan hade världens bästa resenärer. Stampassagerare lär ha grubblat över detta uttalande och kommit fram till den slutsatsen, att det bör bero på världens bästa tågpersonal. Söndagen den 28 november 1965 abonnerade Svenska Järnvägsklubben en motorvagn för en tur med 62 medlemmar. De medförde egen tågklarerare och åkte på egenhändigt tryckta biljetter där det stod: "Lusttåg Göteborg-Särö" i stämpeln. Tåget stannade vid nästan varje hållplats, så att medlemmarna skulle få tillfälle att fotografera. Som tågklarerare fungerade klubbmedlemmen Nils Rosengren, som kört Särötågen i många år. Hans far var en av de första lokförarna på Särötågen, då den stod klar 1905.
På nyårsafton 1965, klockan 13.40 gick det sista ordinarie tåget från Linnéplatsen, framfört av föraren Einar Pettersson. Den sista tågburna postsäcken på sträckan överlämnades till tjänstgörande postmästaren i Särö, Birgit Jonsson. Tåget var absolut fullsatt, med 180 passagerare, varav 74 stående. Biljettkassan för resan visade 1 500 kronor. Exakt klockan 15.30 landade tåget på 2:ans spår vid Linnéplatsen. Men först klockan 16.00 hade passagerarna motvilligt lämnat plattformen.

## Banan
Rälsen lades om ända ut till Billdal, så sent som 1950. Men Säröbanan var en dålig affär och nya idéer om att elektrifiera banan väcktes, i försöken att minska kostnaderna för den slitna ångloksparken. Istället satsade man på dieseldrivna rälsbussar. Det var dock alltid problem när nya vagnar och lok skulle levereras eller äldre borttransporteras, då direkt anslutning till normalspårnätet inte fanns. Det förekom att spårvägens spår på Linnégatan användes. År 1911 transporterades ett lok denna väg.
Den första motorvagnen kom till Olskrokens station i december 1953. Därefter gick transporten till Järntorget på en tågvagn, och vidare på Linnégatans spårvägsspår fram till Säröbanan. Den första leveransen var på fem motorvagnar samt tre släpvagnar. Annars har även båttransport till Särö, samt mot slutet vagnbjörn, använts för fordonstransporter. Den sista ångloksturen enligt tidtabell gick 1954.
De sista åren (från 9 april 1962) var Säröbanan dock ansluten till Göteborgs spårvägsnät, då sträckan Linnéplatsen - Frölundaborg trafikerades av såväl spårvagnar som rälsbussar. Det förekom undantagsvis att spårvägen användes för att transportera vagnar och lok till banan, från Södra hamnbanan vid Järntorget, med till exempel tillfällig räls för att få över fordonen. Det rörde sig om kortare godsvagnar och motorvagnar och en gång ett ånglok som kom med båt till Göteborgs hamn och Masthuggskajen.

## Linjesträckning
Linjen utgick från en station vid Slottsskogen och sträckte sig 24 kilometer söderut till Särö. Säröbanans stationshus, som invigdes den 29 maj 1903, låg ursprungligen vid Karlsroplatsen, där Frölundagatan och Karlsrogatan möttes, cirka 125 meter nordväst om Annedalskyrkan. När Dag Hammarskjöldsleden drogs fram på 1960-talet flyttades stationen till Linnéplatsen, och huset revs den 7 april 1960. Det nya stationshuset, "kiosken" kallad, invigdes i mars 1961. En ny bangård för busstrafiken byggdes samtidigt, cirka 100 meter nordväst om den gamla. Den togs i bruk i maj 1960. I nästan ett år var man alltså utan stationshus.

### Göteborgsdelen
Banan drogs fram längs den östra kanten av Slottsskogen och korsade gränsen till dåvarande Frölunda kommun vid Frölundaborg. Den första biten gick banan längs med den södergående landsvägen från Göteborg. Vid lokstallarna i närheten av Margereteberg svängde vägen västerut över spåren medan järnvägen fortsatte söderut mellan Änggården i öster och en ås i väster ner till Frölundaborg. Denna del är sedan 1962 spårväg. Lokstallarna vid Margareteberg revs när Dag Hammarskjöldsleden skulle byggas. I samband med att rälsbussarna introducerades byggdes ett rälsbussgarage 1954 litet längre västerut intill berget vid Slottsskogsvallen. 

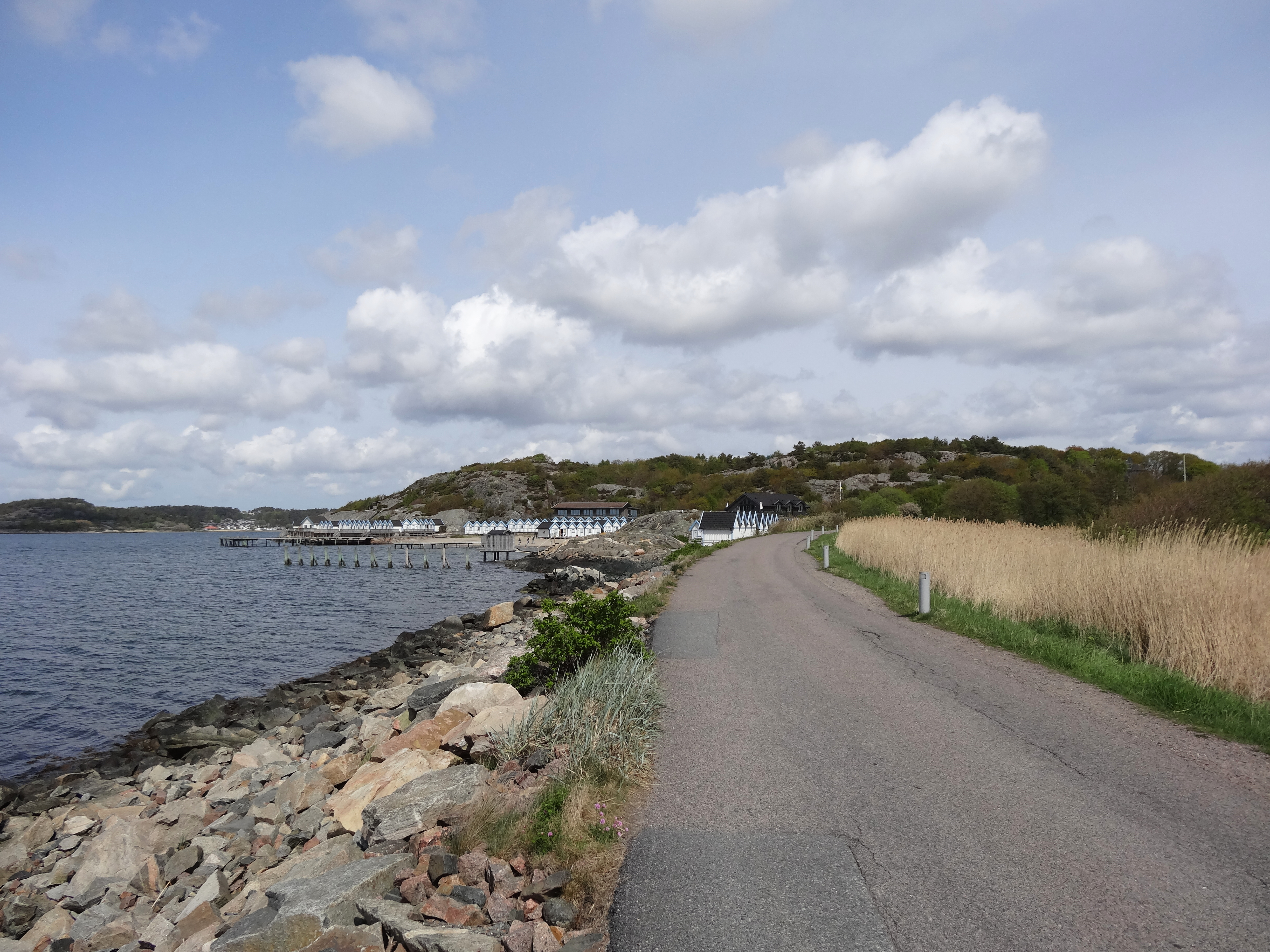
Stora delar av banvallen är idag cykelbana. Här syns det kustnära avsnittet vid Askimsviken i Hovås. Bakom vassruggarna till höger ligger Göteborgs golfklubbs bana.

### Frölundadelen
Från Frölundaborg drogs banan söderut över Frölundas åkermarker ner till Askim. Banan gick precis väster om en brant utlöpare av Änggårdsbergen ner till Högsbo hållplats, där den södergående landsvägen återigen korsade järnvägen. Banan fortsätter ner till Järnbrotts station, strax norr om där den väst-östliga vägen från Tofta passerar över järnvägen mot Frölunda by och vidare mot Fässberg. Halvannan kilometer söderut passerade banan över Stora ån till Askim. Stora delar av banvallen från Frölundaborg ända till Särö är idag cykelbana.

### Askimsdelen
Banan gick söderut ner till Hovås där den gick ut till havet och följde kusten ner till Billdal. Därifrån gjorde banan en sväng inåt land runt Lindåsplatån och passerade in i Halland en bit nordöst om Spårhaga.

### Hallandsdelen

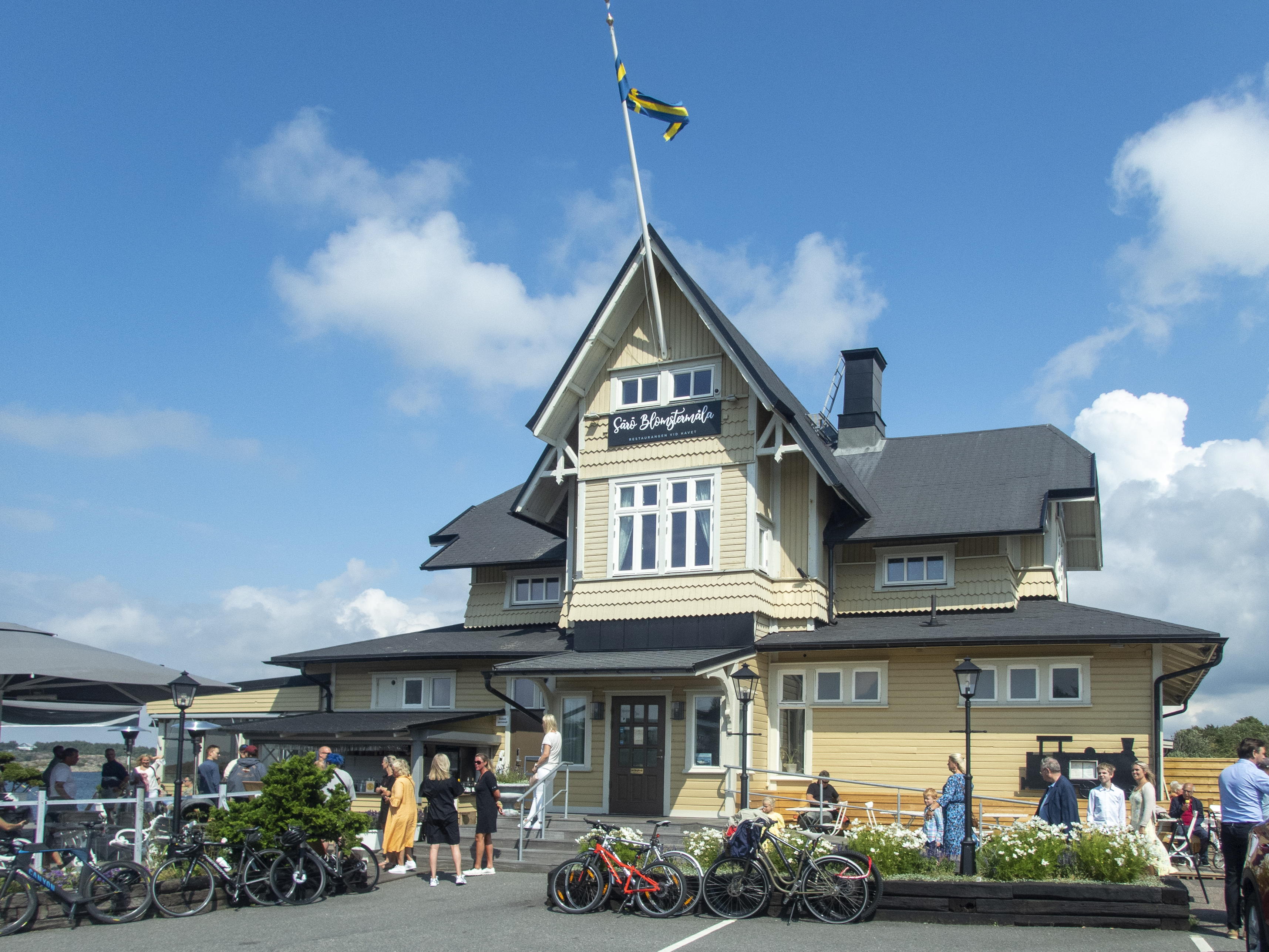
Det tidigare slutstationen.

Banan gick i svängar en bit inåt land ner till Särö. Slutstationen hette Särö Västerskog, vars stationshus finns kvar som restaurang (57°30′36″N 11°55′45″Ö / 57.51000°N 11.92917°Ö). Stationen hette från början bara Särö men bytte i samband med rälsbusstrafikens införande 1953 namn till Särö Västerskog. Samtidigt bytte Släps station namn till Särö. Detta skedde eftersom posthanteringen vid stationen i Särö flyttades till Släp och det ansågs lämpligt att namnet följde med. Men främsta anledningen var att inflytelserika personer önskade ha kvar sin gamla postadress, Särö.

### Driftplatser och stationer samt kilometer från Linnéplatsen
Stationshuset vid Linnéplatsen; rangerbangården vid Slottsskogen (1 km); Frölundaborg (1,6 km); Högsbo (2,4 km); Järnbrott (4,3 km); Stommen (5 km); Askim (6,2 km); Askimsbadet (7,3 km); Hovås (8,3 km); Grusgropsväxeln (Mellan Hovås och Järkholmen avgrenades ett stickspår norrut till järnvägens grusgrop. 9,1 km.); Järkholmen (9,4 km); Brottkärr (10,5 km); Lilla Amundön (10,8 km); Amundön (11,1 km); Amundön södra (11,9 km); Billdal (12,8 km); Billdal södra (13,3 km); Heden (16,1 km); Sandlyckan (17,9 km); Kullavik (19,2 km); Malevik (20,3 km); Budskär (22,1 km); Släp (22,9 km); Munkekullen (23,4 km) och Särö (Västerskog), 24,4 km). Banvaktsstugor fanns vid Högsbo, Brottkärr, Heden och Budskär. Vid Askim och Malevik samt före 1926 var banvaktsbostaden kombinerad med hållplatsbyggnaden. Banvakt fanns även vid Sandlyckan.